# Lijst van burgemeesters van 's-Gravenpolder
Dit is een lijst van burgemeesters van de voormalige Nederlandse gemeente 's-Gravenpolder tot die gemeente in 1970 opging in de gemeente Borsele.
| Ambtsperiode | Naam burgemeester                        | Partij of stroming | Bijzonderheden                                                                                                  |
| ------------ | ---------------------------------------- | ------------------ | --- |
| 1811-18??    | Matthijs Mol Cornelisz.                  |                    | eerste maire van 's-Gravenpolder                                                                                |
| 18?? - 1850  | Daniel (D.) van Noppen                   |                    | |
| 1850 - 1853  | Boudewijn van der Mandere                |                    | |
| 1853 - 1857  | P. Pijke                                 |                    | tevens burgemeester van 's-Heer Abtskerke                                                                       |
| 1857 - 1865  | P. van Liere                             |                    | |
| 1865 - 1879  | Cornelis Petrus Lenshoek (1821-1879)     |                    | ook Lenshoek van Zwake                                                                                          |
| 1879 - 1910  | J. Risseeuw                              |                    | |
| 1910 - 1934  | D.P. Prumers                             |                    | |
| 1934 - 1946  | Jan (J.) van Meerendonk                  |                    | |
| 1946 - 1964  | Jan Diderik Jansen                       | CHU                | tevens burgemeester van 's-Heer Abtskerke en Nisse, later burgemeester van Ankeveen, 's-Graveland en Kortenhoef |
| 1965 - 1970  | jhr. mr. Louis Pierre Quarles van Ufford | CHU                | tevens burgemeester van 's-Heer Abtskerke en Nisse, later burgemeester van Hengelo (Gld.)                       |